# Kamienica przy ulicy Podwale 65 we Wrocławiu
Kamienica przy ulicy Podwale 65 – zabytkowa  kamienica mieszczańska znajdująca się przy ulicy Podwale 65 we Wrocławiu.

## Historia posesji i kamienicy
Pierwsze zabudowania na obszarze rozciągającym się pomiędzy dzisiejszą ulicą Dworcową a ulicą Kołłątaja były wznoszone w latach 40. XIX wieku; teren rozparcelowano przed rokiem 1843. Wcześniej znajdowały się tu ogrody hrabiów Henckel von Donnersmarck. Do 1848 roku wzniesiono i zasiedlono osiem istniejących tu budynków, a na początku lat 50. wybudowano ostatni dom na rogu ul. Podwala i Dworcowej.
Projekt kamienicy nr 65 został wykonany w 1852 roku. Jego budowę powierzono majstrowi budowlanemu A Guderowi i majstrowi ciesielskiemu M Rogge.   

## Opis architektoniczny
Budynek został wzniesiony na planie zbliżonym do prostokąta z oficyną po zachodniej stronie. Bryła główna, trójtraktowa, czterokondygnacyjna o fasadzie podzielonej regularnie na pięć osi. W części parterowej w osi umieszczona została brama do sieni przelotowej z której poprzez schodki wyrównujące można dostać się do części parterowej i dwubiegowej pierwotnie drewnianej a od 1880 roku kamiennej klatki schodowej ze spocznikami. Elewacja ma wyraźnie wydzielone kondygnacje. Na drugiej kondygnacji umieszczony jest szeroki balkon obejmujący cztery osie. Na II i III piętrze znajdują się pojedyncze balkony po obu stronach zewnętrznych osi. Balkony podtrzymywane są przez wolutowe wsporniki i otoczone są metalowymi, ażurowymi balustradami. Cztery środkowe okna na czwartej kondygnacji ustawione zostały na gzymsie podpartym, przechodzącym przez gzyms międzykondygnacyjny, wspornikami pomiędzy którymi znajdują się geometryczne dekoracje. Elewacja zakończona jest wysuniętym gzymsem koronującym podpartym na wolutowych kroksztynach. 
Oficyna jest jednotraktowa. Pomiędzy nią a tylną elewacją kamienicy znajduje się płytki ryzalit.   
Większe lub mniejsze remonty budynku miały miejsce w 1858 roku, 1872/1873 roku, 1924/1925 roku i w 1929. W 1880 roku kamienica otrzymała instalację wodną i kanalizacyjną. Podczas ostatniego remontu przed wybuchem II wojny światowej, w latach 1938-1939 wymieniono pion łazienek, wylano nowe stopnie schodowe.

## Po 1945
Podczas działań wojennych w 1945 roku budynek nie ucierpiał. W 1960 roku budynek został wyremontowany po drobnych zniszczeniach wojennych. Generalny remont fasady kamienicy miał miejsce w 2015 roku. Jego wykonawcą była firma PHU PIKO Jacek Krajewski